# Imparare ad amarti
Imparare ad amarti (Apprendre à t'aimer) è un film per la televisione francese del 2020, diretto da Stéphanie Pillonca.

## Trama
Franck e Cécile sono una felice coppia in attesa di una bambina, Sara. Solo dopo la nascita scoprono che è affetta da trisomia 21. Se la madre riesce subito ad accettare la piccola, per Franck è un colpo inaspettato, e per quanto tenti di prodigarsi, non riesce a superare lo shock. Si allontana progressivamente dalla moglie, dedicando gran parte delle energie al suo lavoro di allenatore di judo, dove ha da poco ricevuto un invito ad entrare in federazione. Risentita, Cécile alza a sua volta un muro, sicché i due sposi si ritrovano a vivere come fossero separati, prendendosi cura della bambina una settimana ciascuno.
Con il passare del tempo, Franck si lega sempre più alla piccola, vincendo gradualmente le sue reticenze. Quando, durante una competizione, apprende che deve essere operata, corre a casa, dove scopre con sollievo che tutto è andato bene. Comprendendo che deve e vuole essere anzitutto un padre, rinuncia al posto in federazione e si riconcilia con la moglie.

## Distribuzione
L'8 settembre 2020, il film è stato trasmesso per la prima volta in televisione, su M6, facendo registrare un buon numero di ascolti, 3.791.000, con il 17,2% di share.

### Edizione italiana
L'edizione italiana di Imparare ad amarti è stata curata da Ludovica Bonanome per Mediaset, mentre il doppiaggio italiano e la sonorizzazione sono avvenuti presso la Video Sound Service di Roma; i dialoghi e la direzione del doppiaggio sono di Lorenzo De Angelis, assistito da Carolina Quitadamo.

## Accoglienza

### Critica
Il sito internet del settimanale francese Télérama scrive che Imparare ad amarti «affronta con sguardo sensibile il tema della trisomia 21. È un vero e proprio appello di Stéphanie Pillonca per l'accettazione delle diversità». I due protagonisti «incarnano con commovente verosimiglianza una coppia che deve confrontarsi con la non rilevata trisomia 21 del primo figlio».